# Любеня (Подкарпатское воеводство)
Любеня (пол. Lubenia) — село гмины Любеня в Польше, входит в Подкарпатское воеводство, Жешувский повят. Административный центр гмины Любеня.
Расположено на юго-востоке Польши в 13,3 км юго-западнее Жешува на ручье Любень на правом берегу реки Вислок.
Население — 2446 человек (на 2011 год), в 2006 г. было 6563 чел.
Климат — Гемибореальный.

## Известные уроженцы
- Копец, Станислава (1953—2012) — польская поэтесса.